# Köpa grisen i säcken
Att köpa en gris i en säck är ett talesätt som avser ett köp där köparen inte tillräckligt noggrant har kontrollerat varan han eller hon köper. Uttrycket uppstod under senmedeltiden då oseriösa försäljare påstods ibland stoppa en råtta eller en katt i en säck och sedan vid försäljningen hävda att säcken innehöll en griskulting. Även uttrycket "släppa katten ur säcken" kommer ifrån samma tidsperiod.